# Куварзина, Юлия Анатольевна
Ю́лия Анато́льевна Куварзина (род. 14 июля 1975, Москва) — российская актриса театра и кино.

## Биография
Родилась 14 июля 1975 года и выросла в Москве. Мать (поэтесса Белла Юрьевна Деметер) работала учительницей, а отец профессионально занимался геологией.
В школьные годы посещала художественную студию — училась рисовать. Некоторое время занималась в секции спортивной гимнастики.
В 1998 году окончила Школу-студию МХАТ (курс Олега Табакова), в том же году принята в группу Театра на Таганке. Ведущая программы «Неслучайные встречи» (телеканал «Юго-запад»).
Популярность ей принесла роль в телесериале «Не родись красивой», где она сыграла одну из работниц фирмы «Зималетто» — Татьяну Пончеву. Также известна по роли Насти в телесериале «Воронины».
Преподаёт в Школе-студии МХАТ.

## Личная жизнь
С 7 марта 2008 года замужем за актёром Алексеем Аптовцевым (род. 1975). До свадьбы девять лет жили вместе. У супругов есть дочь: Елизавета (род. 7 мая 2008). В разводе с 2013 года, но официально объявила об этом только в сентябре 2019 года.

## Творчество

### Театр на Таганке
- «Добрый человек из Сезуана» — жена.
- «Дом на набережной».
- «Марат и маркиз де Сад» — дочь Кульмье.
- «Мастер и Маргарита» — сотрудница городского зрелищного филиала / Наташка / московская портниха.
- «Шарашка» — Надя, жена Нержина / Клара.
- «Хроники» — вторая трактирщица / принц Уэльский.
- «Евгений Онегин».
- «Двенадцатая ночь» — Оливия.
- «Шикарная свадьба»
- «Палата бизнес-класса»
- «Незваный гость»

## Фильмография
- 2002 — Линия защиты — Инга
- 2003 — Время — деньги — Сонечка
- 2004 — Ландыш серебристый 2 — Нина
- 2005 — Виола Тараканова. В мире преступных страстей 2
- 2005 — Даша Васильева. Любительница частного сыска 4 — уборщица Света
- 2005—2006 — Не родись красивой — Татьяна Пончева
- 2007 — Личная жизнь доктора Селивановой — Оля Авдеева
- 2007 — Путешествие во влюблённость — Вера, подруга Марии Александровны и Екатерины Васильевны («Кошки»)
- 2008 — Девочка моя
- 2008 — Лёд в кофейной гуще — Катя
- 2008 — Победитель — Катя Ромашкина
- 2008 — Самый лучший вечер — Марина Завойская
- 2009 — Метод Лавровой — Татьяна
- 2009—2019 — Воронины — Анастасия Воронина, вторая жена Лёни
- 2010 — Гаражи — полная блондинка
- 2010 — Дворик
- 2010 — Точка кипения — Зоя
- 2010—2011 — Одна за всех — секретарша, подруга Оксаны «Пирожок».
- 2011 — Девичья охота — сотрудница компании
- 2011 — Метод Лавровой — Люба
- 2011 — Товарищи полицейские — Олеся
- 2011 — У каждого своя война — соседка по коммуналке
- 2011—2013 — Лесник (телесериал) — Алёна Захарова
- 2012 — Инспектор Купер — Лена
- 2012 — Метод Фрейда — Анжела
- 2012 — Хозяйка «Белых ночей» — Юлия
- 2013 — Полярный рейс — Маша
- 2013 — Я — Ангина — тётя Клара
- 2013 — Боцман Чайка
- 2014 — Давай поцелуемся — Вера Вилкина
- 2014 — Палач — Елизавета Викторовна
- 2015 — За чужие грехи — Фаина
- 2016 — Подлец
- 2017 — Лесник. Своя земля
- 2018 — Осколки — Наталья
- 2018 — Мама — Юлия Александровна, учитель химии
- 2018 — Обратная сторона любви — Варвара Ухова
- 2020 — Осколки 2 — Наталья
- 2024 — Костя — Вера — Анастасия Альбертовна Воронина

## Награды
- Медаль «За труды в культуре и искусстве» (6 июня 2023) — за вклад в развитие отечественной культуры и искусства, многолетнюю плодотворную деятельность[5].